# Scheiblingkirchen-Thernberg
Scheiblingkirchen-Thernberg – gmina targowa w Austrii, w kraju związkowym Dolna Austria, w powiecie Neunkirchen. Liczy 1 893 mieszkańców (1 stycznia 2014).